# Anthidium berbericum
Anthidium berbericum är en biart som beskrevs av Pasteels 1981. Anthidium berbericum ingår i släktet ullbin, och familjen buksamlarbin. Inga underarter finns listade i Catalogue of Life.